# 圣神堂 (巴约讷)

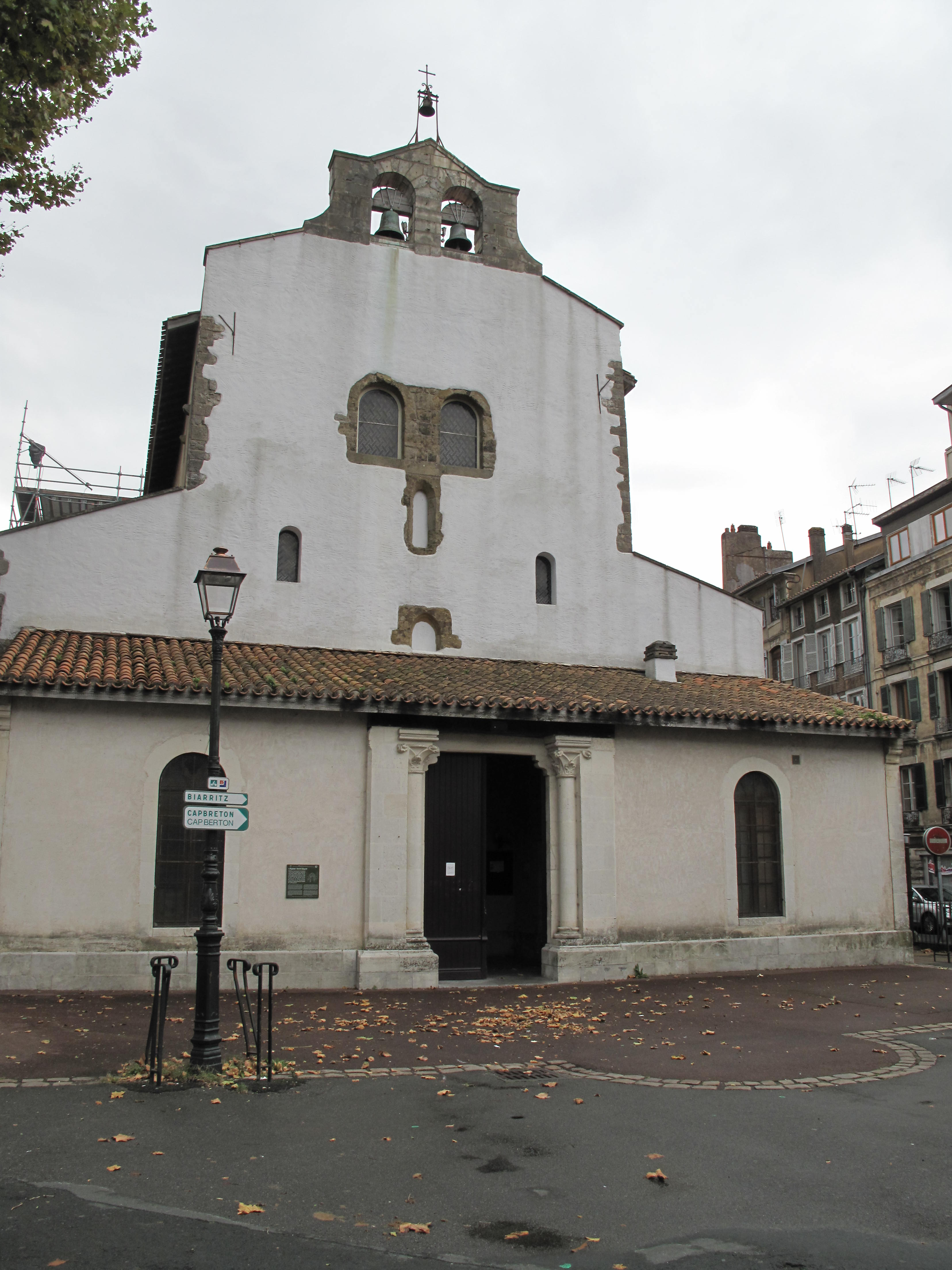

圣神堂（法語：Église Saint-Esprit）是一座罗马天主教教堂，位于法国新阿基坦大区大西洋比利牛斯省巴约讷的圣埃斯普里街区，巴约讷站对面。2008年列为法国历史遗迹。该堂隶属于天主教巴约讷教区的圣文生/圣斯德望堂区（paroisse Saint-Vincent de-Paul/Saint-Étienne）.

## 历史

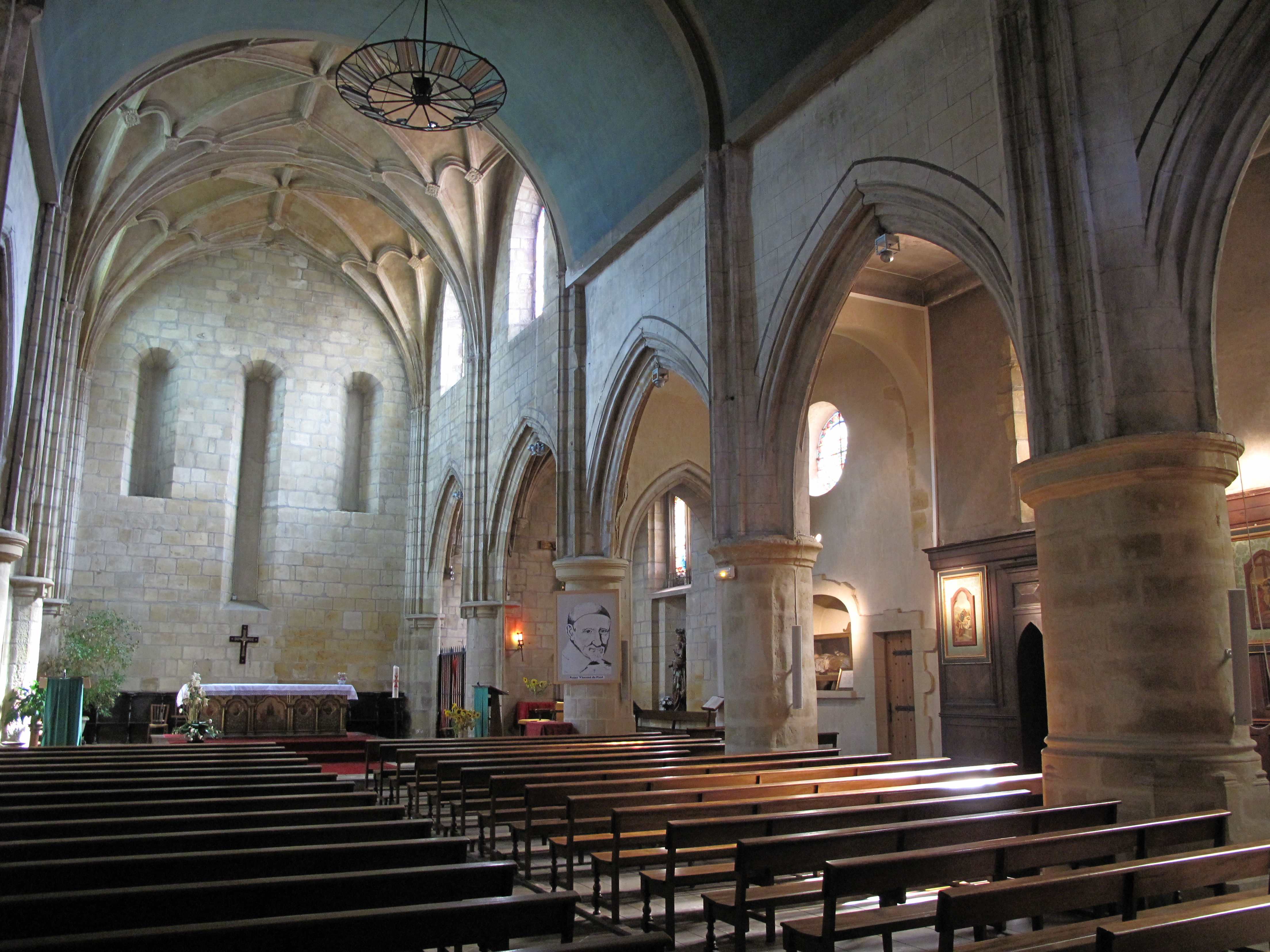
内部

12世纪末，医院骑士团在此建立了一个招待所和修道院， 以接待圣雅各之路上的朝圣者。1243年，由圣神会（ordre du Saint-Esprit）接管。修道院的小堂被称为 chapelle dou cap de pount。1463年，国王路易十一建造了一座新教堂， 取代了原来的罗马式建筑，配备了典型的哥特式拱顶，风格华丽。其周边是从西班牙和葡萄牙被驱逐的工匠和犹太人的聚居区。这座建筑在16世纪进行了改造，保留了拱顶交叉的肋架券。法国大革命期间，修道院解散，该堂改为堂区教堂。
19世纪中叶，铁路通车到巴约讷，使该地区更为繁荣。19世纪末，建筑师埃米尔·卢博特（Émile Loupot）扩建了教堂。
2008年，这座教堂列入法国历史遗迹名录。

## 建筑
教堂呈矩形，西立面有钟楼-墙，前面有门廊。.咏经席是典型的哥特式风格，雕刻装饰华丽。罗马式小堂的元素仍可在后殿和西立面的钟楼-墙看到。
教堂里有一尊15世纪的彩色浮雕，描绘圣母玛利亚骑在驴子上，怀抱圣婴耶稣，逃往埃及。自1868年以来，这座教堂是圣妇依肋内的圣髑的所在地（1825年在罗马发现）。花窗玻璃可追溯到1906年，出自莫梅让工作室（Mauméjean）.老教堂的花窗玻璃碎片于1959年被发现，描绘耶西的树，保存在巴斯克和巴约讷历史博物馆。

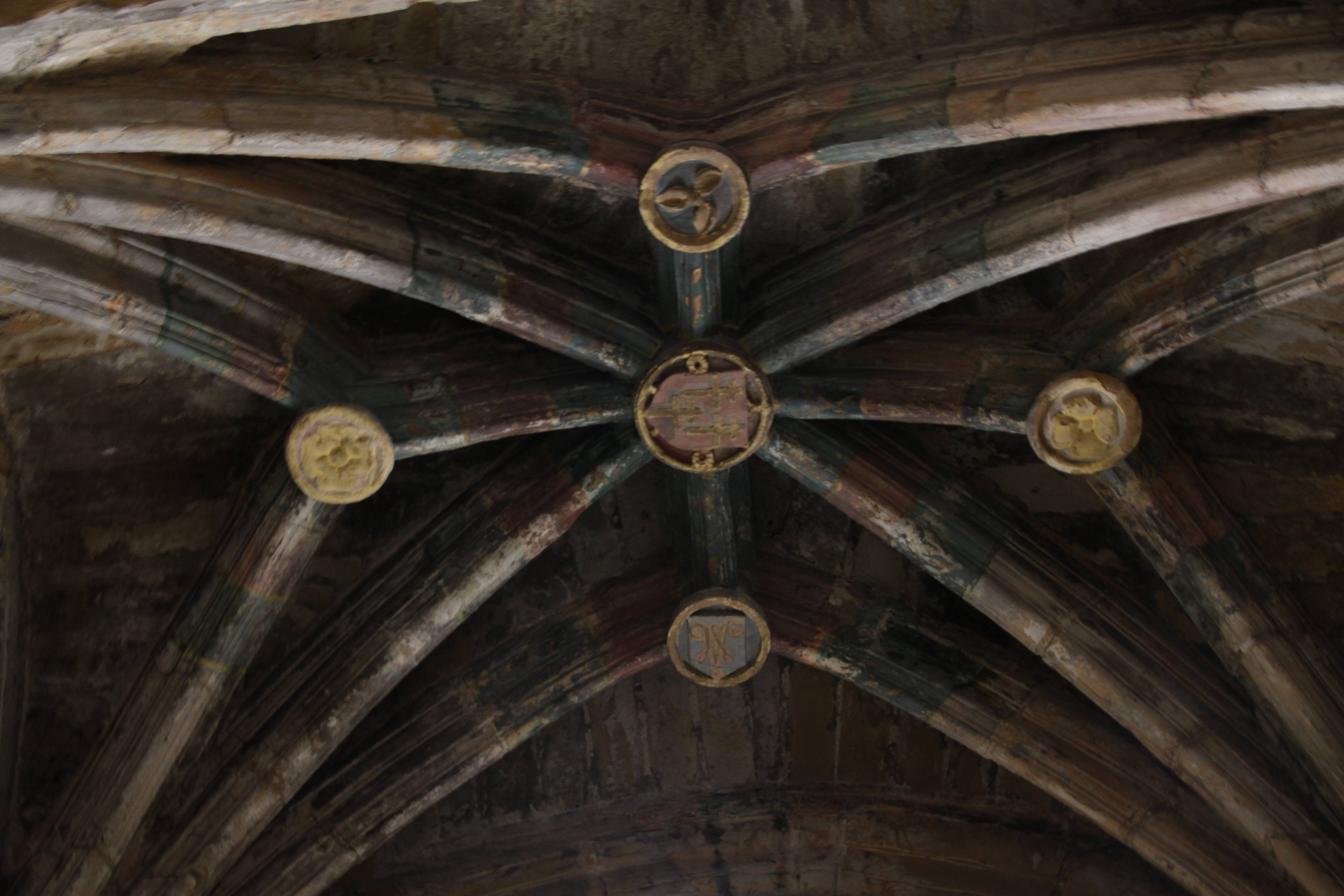
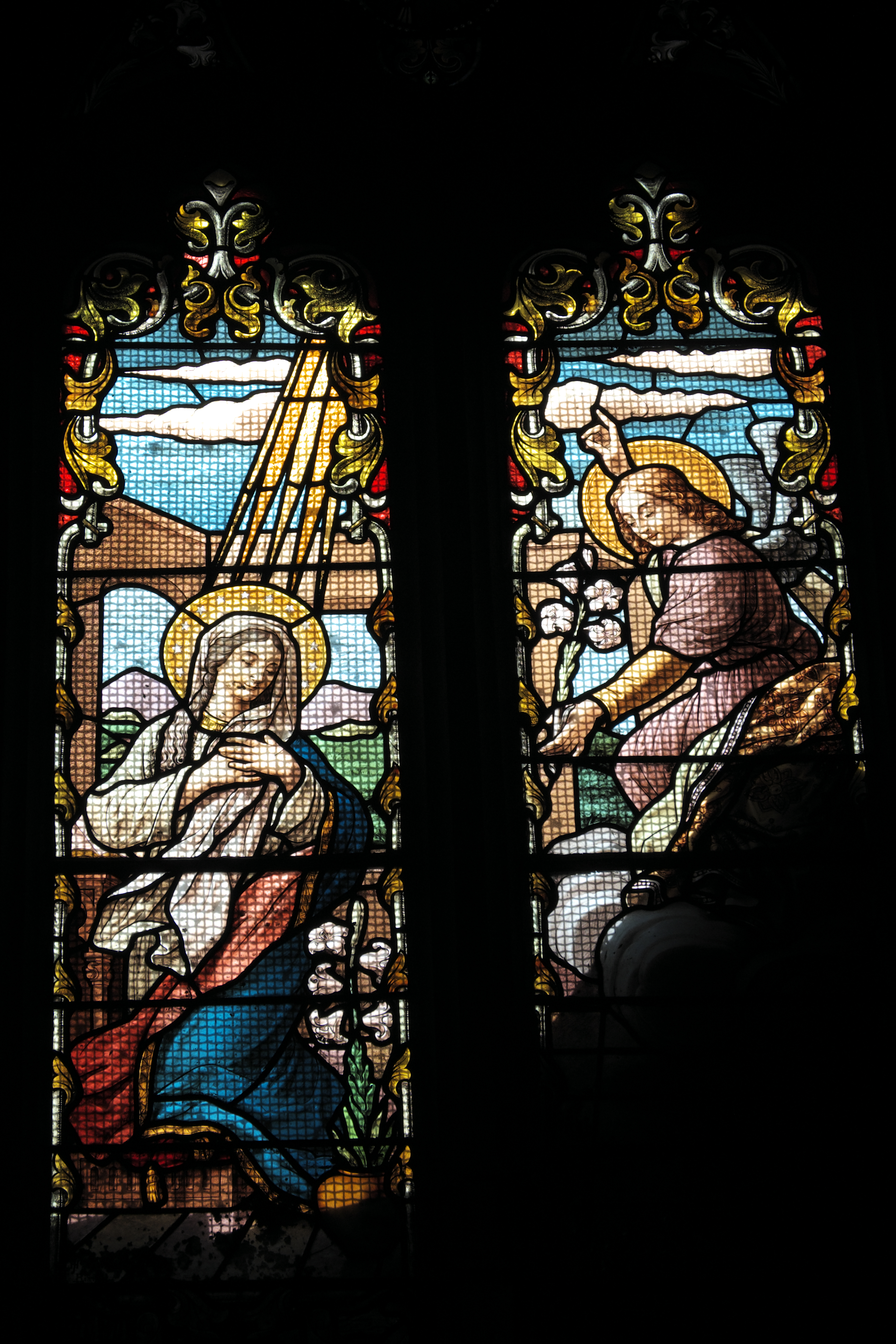
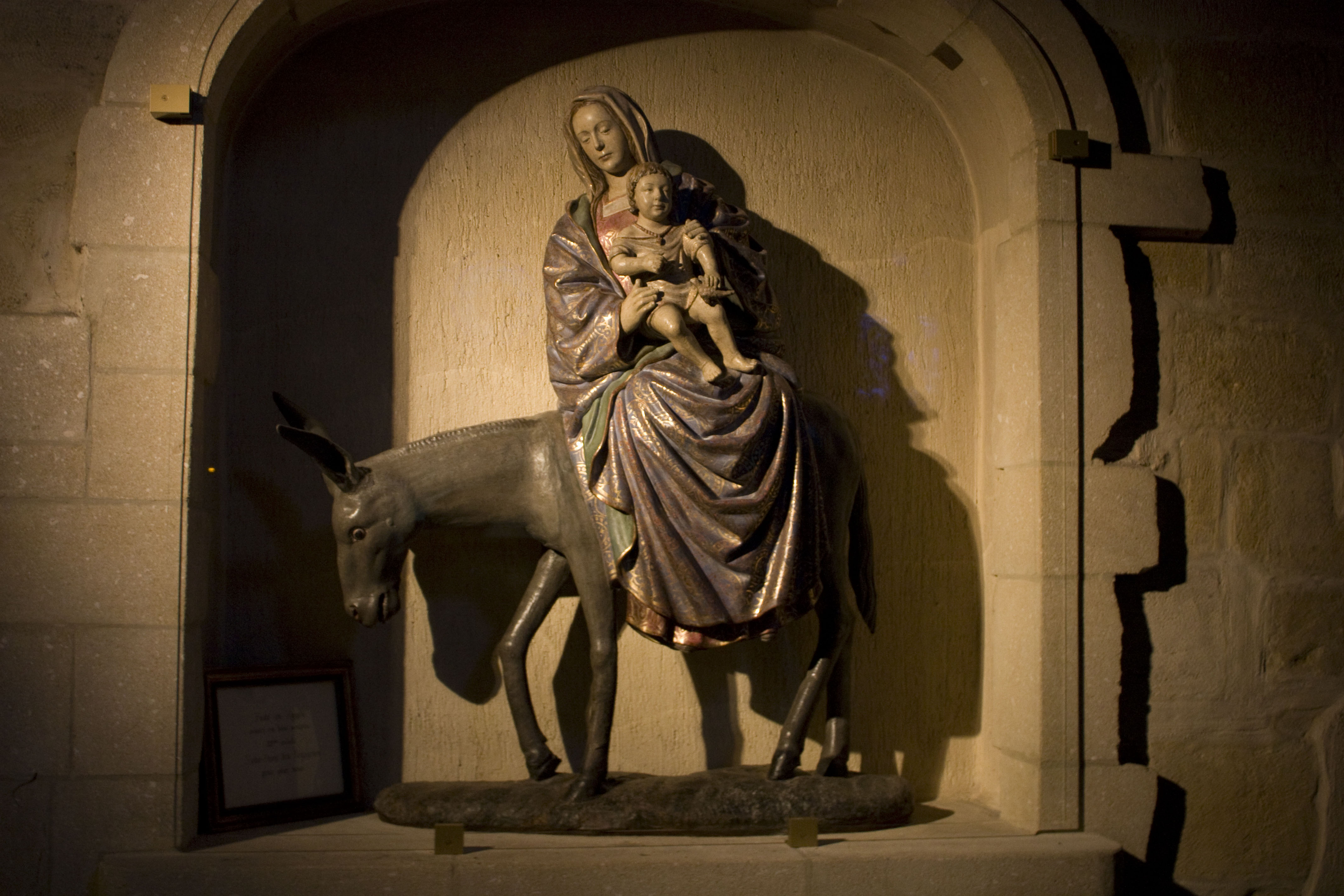
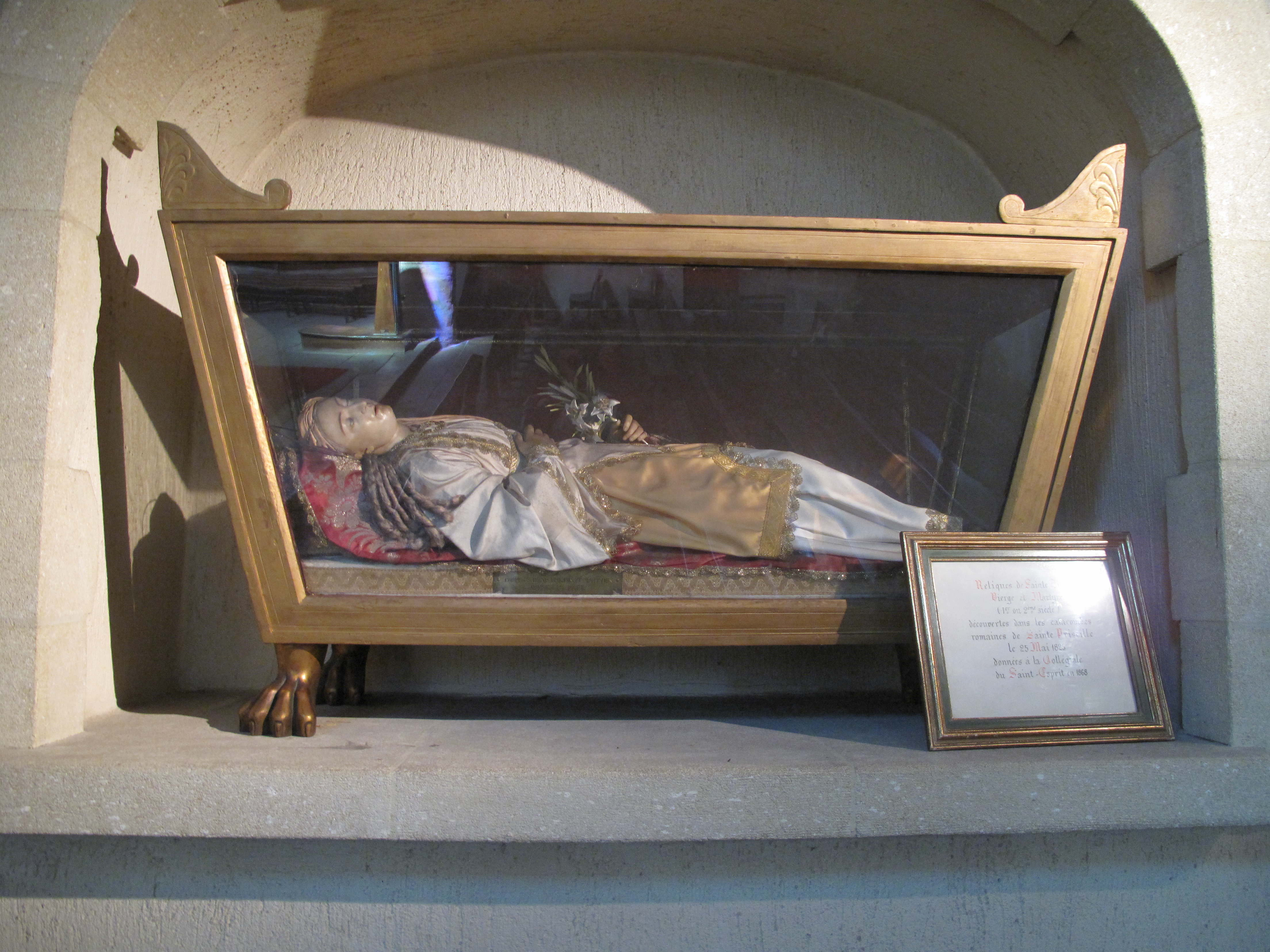
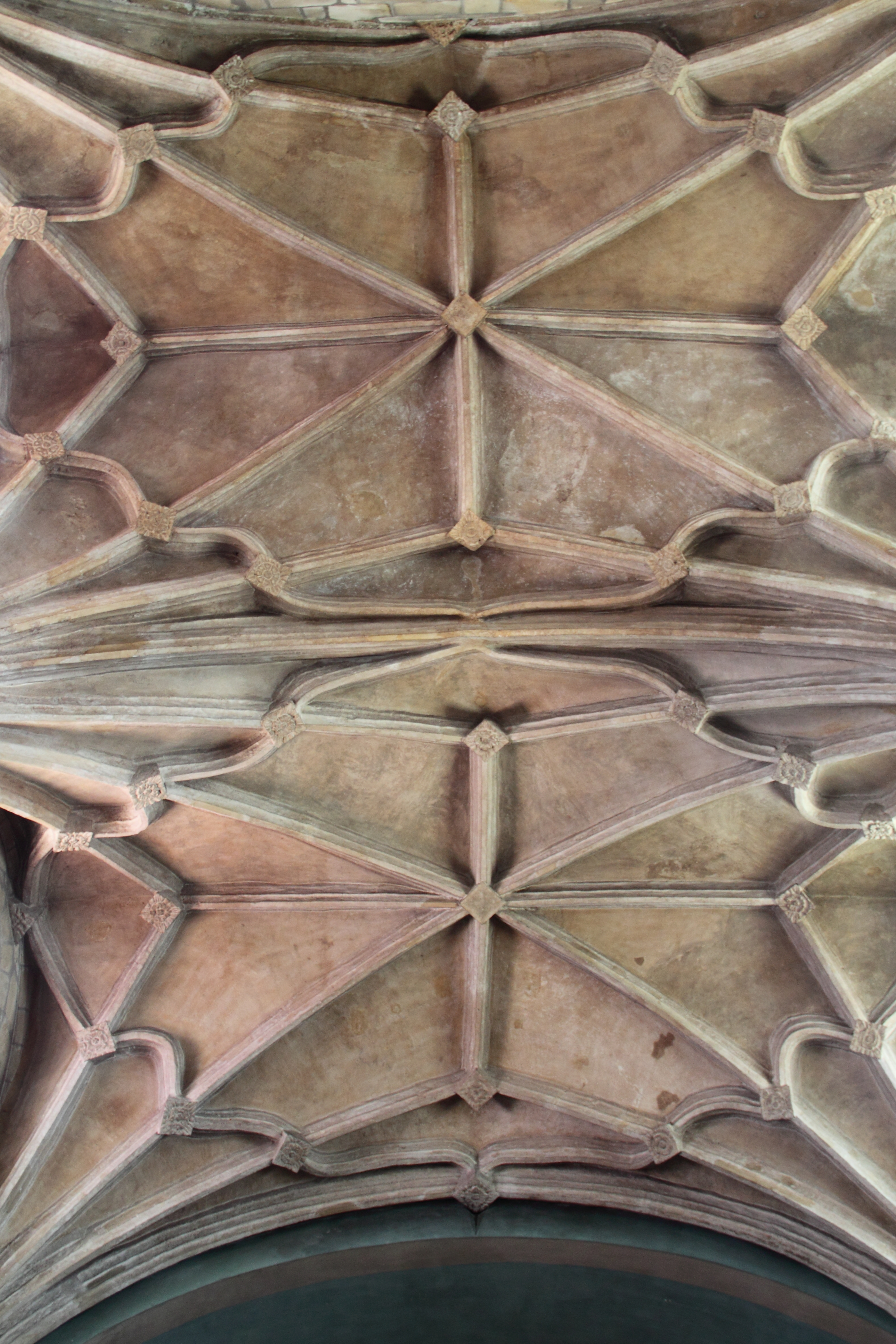